# Bertemu
bertemu è il settimo album della cantante giapponese Megumi Hayashibara uscito il 1º novembre 1996 per la King Records. Il disco è principalmente composto da brani musicali legati agli anime Slayers e Neon Genesis Evangelion. L'album ha raggiunto la terza posizione della classifica degli album più venduti in Giappone.

## Tracce
1. Give a Reason
2. Touch Yourself
3. Even if we are separated (はなれていても?, Hanarete itemo)
4. A Cruel Angel's Thesis <Ayanami Version>  (残酷な天使のテーゼ <AYANAMI Version> ?, Zankoku na Tenshi no Tēze <Ayanami Version> )
5. MIDNIGHT BLUE
6. Festival Song (まつりうた?, Matsuri Uta)
7. Scorching Love (灼熱の恋?, Shakunetsu no Koi)
8. -Life-
9. Fly Me to the Moon <AYANAMI Version>
10. Shining Girl
11. Nostalgic Lover
12. TOO LATE <NEW Version>
13. Going History
14. Cherish Christmas [2]